# Psychotria oblita
Psychotria oblita är en måreväxtart som beskrevs av Herbert Fuller Wernham. Psychotria oblita ingår i släktet Psychotria och familjen måreväxter. Inga underarter finns listade i Catalogue of Life.